# Fabiana patagonica
Fabiana patagonica es una especie de planta fanerógama perteneciente a la familia Solanaceae, originaria de Patagonia.

## Taxonomía
Fabiana patagonica fue descrita por Carlos Luis Spegazzini y publicado en Revista de la facultad de agronomia; universidad nacional de La Plata 3: 557. 1897.
Etimología
Fabiana: nombre genérico otorgado en honor de Francisco Fabián y Fuero (1719-1801), arzobispo de Valencia (1773-1794), y patrono de la botánica.
patagonica: epíteto geográfico que alude a su localización en la Patagonia.
Sinonimia
- Fabiana glandulosa
- Fabiana kurtziana
- Fabiana peckii var. patagonica[2]